# BSC Hastedt
BSC Hastedt is een Duitse voetbalvereniging uit de wijk Hastedt van de stad Bremen. Het eerste elftal promoveerde in 2017 voor het eerst naar het hoogste amateurniveau van Bremen, de Bremen-Liga.
De vereniging ontstond in 2008 door een fusie van de voetbalafdelingen van Hastedter TSV en Post SV Bremen. De meeste succesvolle stamvereniging was Hastedter TSV, die in het seizoen 1944/45 op het toenmalige hoogste niveau in de Gauliga Weser/Ems uitkwam. Na de Tweede Wereldoorlog speelde de club vier jaar in de 1. Amateurliga van Bremen. In 1971 namen de Hastedter deel aan het Duits amateurkampioenschap maar verloor daar al in de 1e ronde tegen FSV Frankfurt. Een jaar later won TSV de Bremer Pokal na een 4-1 overwinning in de finale tegen OT Bremen.
Post SV Bremen speelde alleen in de onderste regionen van het Bremer voetbal.

## Eindklasseringen vanaf 2009
| Seizoen | Competitie                | Niveau | Eindstand | DFB Pokal | Opmerking                                                                   |
| ------- | ------------------------- | ------ | --------- | --------- | --------------------------------------------------------------------------- |
| 2008/09 | 1e Kreisliga Bremen Stadt | VIII   | 3         | --        |                                                                             |
| 2009/10 | 1e Kreisliga Bremen Stadt | VIII   | 1         | --        |                                                                             |
| 2010/11 | Bezirksliga Bremen        | VII    | 5         | --        |                                                                             |
| 2011/12 | Bezirksliga Bremen        | VII    | 11        | --        |                                                                             |
| 2012/13 | Bezirksliga Bremen        | VII    | 12        | --        |                                                                             |
| 2013/14 | Bezirksliga Bremen        | VII    | 5         | --        |                                                                             |
| 2014/15 | Bezirksliga Bremen        | VII    | 5         | --        |                                                                             |
| 2015/16 | Bezirksliga Bremen        | VII    | 1         | --        |                                                                             |
| 2016/17 | Landesliga Bremen         | VI     | 1         | --        |                                                                             |
| 2017/18 | Bremen-Liga               | V      | 3         | --        |                                                                             |
| 2018/19 | Bremen-Liga               | V      | 10        | --        |                                                                             |
| 2019/20 | Bremen-Liga               | V      | 11        | --        | competitie afgebroken i.v.m. coronapandemie                                 |
| 2020/21 | Bremen-Liga               | V      | --        | --        | Competitie afgebroken i.v.m. coronapandemie. Er wordt geen stand opgemaakt. |
| 2021/22 | Bremen-Liga               | V      | 16        | --        |                                                                             |
| 2022/23 | Landesliga Bremen         | VI     | 13        | --        |                                                                             |

## Bekende (oud-)spelers
- Aladji Barrie

TuS Komet Arsten ·
SC Borgfeld ·
OT Bremen ·
VfL 07 Bremen ·
FC Sparta Bremerhaven ·
ATS Buntentor ·
1. FC Burg ·
SV Grohn ·
TSV Grolland ·
FC Huchting ·
Leher TS ·
ATSV Sebaldsbrück ·
TuSpo Sürheide ·
TuS Schwachhausen ·
SC Weyhe ·
TSV Wulsdorf